# Tiberiu Ghioane
Tiberiu Ghioane (Târgu Secuiesc, 18 giugno 1981) è un ex calciatore rumeno, di ruolo centrocampista.

## Palmarès

### Club

#### Competizioni nazionali
- Campionato ucraino: 4

Dinamo Kiev: 2002-2003, 2003-2004, 2006-2007, 2008-2009
- Coppa d'Ucraina: 4

Dinamo Kiev: 2002-2003, 2004-2005, 2005-2006, 2006-2007
- Supercoppa d'Ucraina: 4

Dinamo Kiev: 2004, 2006, 2007, 2009

#### Competizioni internazionali
- Coppa dei Campioni della CSI: 1

Dinamo Kiev: 2002